# 那么切乡
那么切乡（藏語：ན་དམར་ཆེ་），是中华人民共和国西藏自治区那曲市色尼区下辖的一个乡镇级行政单位。

## 行政区划
那么切乡下辖以下地区：
果夹村、岗拉村、察曲村、乃琼村、卡索村、东俄玛村、米如村、萨尼普村、曲多村和自日多嘎村。